# Královo Pole
Královo Pole (deutsch Königsfeld) ist ein Stadtbezirk der mährischen Hauptstadt Brünn in Tschechien. Er liegt nördlich des Stadtbezirks Brno-střed (Brünn-Mitte) und umfasst die Katastergebiete Královo Pole, Ponava und Sadová sowie einen Teil von Černá Pole (Schwarzfeld). Královo Pole gehört zum Okres Brno-město.

## Geschichte
Archäologische Funde belegen eine Besiedlung des Gebiets seit der frühen Steinzeit. Erstmals urkundlich erwähnt wurde Královo Pole, das im Tal des Flüsschens Ponávka entstand, im Jahre 1240. Da es im landesherrlichen Besitz war, wurde es als „Königsfeld“ bzw. auch als „Nová ves“ (Neudorf) bezeichnet. Für das Jahr 1279 ist die von den Johannitern errichtete, dem hl. Wenzel geweihte Dorfkirche belegt. 1349 übertrug der böhmische König Karl IV. die Markgrafschaft Mähren seinem Bruder Johann Heinrich. Er residierte in Brünn und gründete kurz vor seinem Tod die der Hl. Dreifaltigkeit geweihte Kartause Královo Pole. Dadurch gelangte es an den Kartäuserorden, dem vom Stifter zur wirtschaftlichen Absicherung der Kartause neben dem landesherrlichen Grund in Königsfeld u. a. auch die Dörfer Strzielcz und Černovice (Tschernowitz) übertragen wurden.

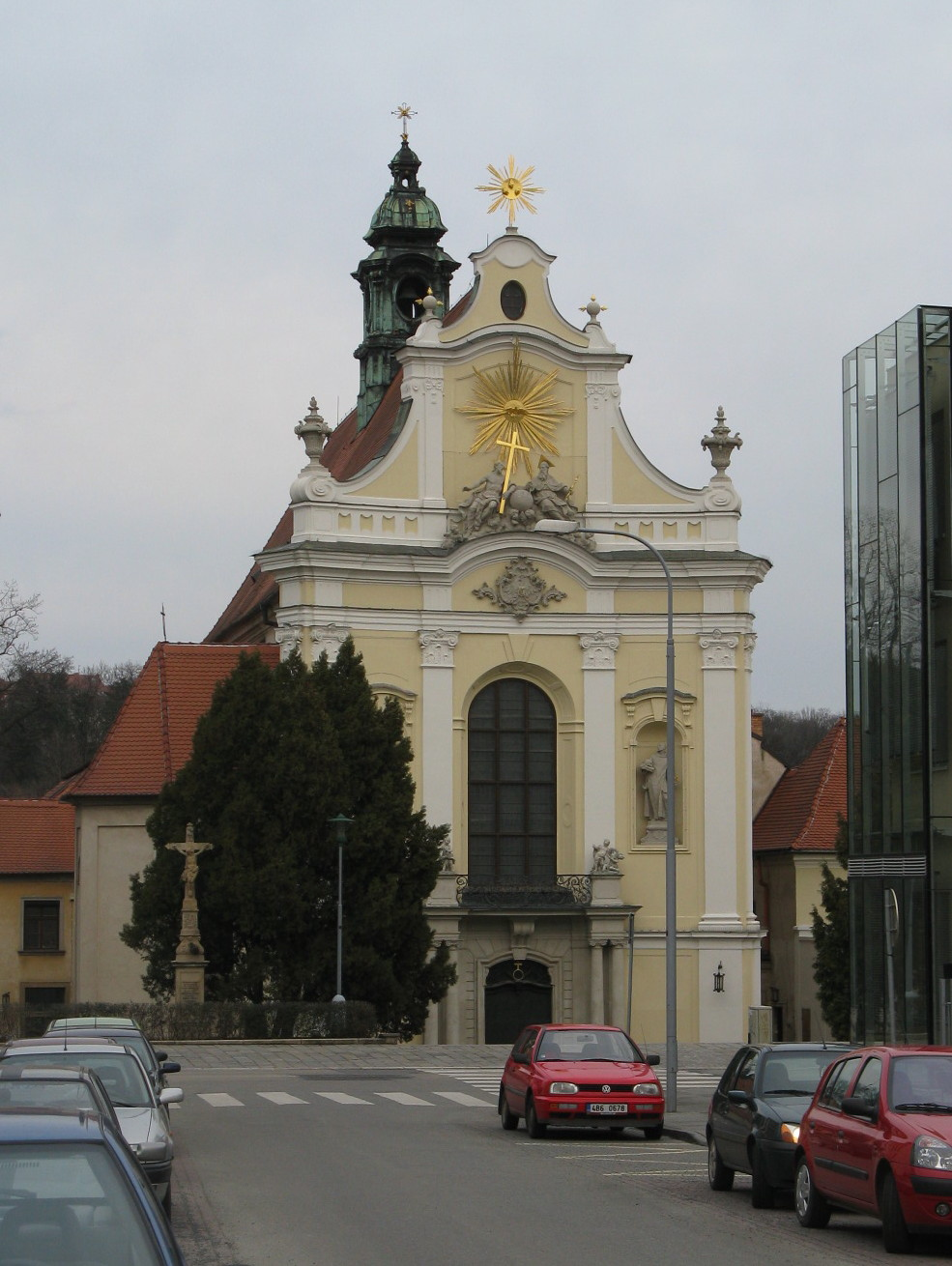
Dreifaltigkeitskirche

Nach der Auflösung der Kartause im Rahmen der Josephinischen Reformen wurden deren Besitzungen und das gesamte Klostergut 1782 dem Religionsfond übergeben, wobei der Erlös den katholischen Einrichtungen zugutekommen sollte. Die Klosterkirche wurde im selben Jahr als Filialkirche mit einem Kuraten für die Bewohner von Königsfeld umgewidmet und 1853 zu einer selbständigen Pfarre erhoben. Die ehemalige Dorfkirche des hl. Wenzels wurde bereits 1783 aufgehoben und zwei Jahre später abgetragen. Die Klosteranlage wurde der kaiserlichen Armee übergeben, die darin 1877 eine Kadettenschule eröffnete. Bereits 1844 war Königsfeld zum Marktflecken erhoben worden.
Hermann von Pückler-Muskau kehrte mit seinem Gefolge während seiner Reisen im Königsfelder Gasthaus Morgenstern wiederholt ein. Nach seinen damalig sensationellen Reisebüchern und Erfolgspublikationen und seinem Pseudonym wird das Gasthaus Zum Semilasso genannt. Auch heute heißt die 2006 bis 2009 neugebaute Anlage des Kulturzentrums auf der Palackého Straße U Semilassa oder einfach Semilasso.
Nach der Aufhebung der Patrimonialherrschaften bildete Königsfeld ab 1850 eine Gemeinde im Brünner Bezirk. Nachfolgend veränderte sich das bis dahin landwirtschaftlich geprägte Dorf durch die Ansiedlung von Handwerkern und industriellen Betrieben zu einem Vorort Brünns. Ab 1887 wurde das Straßennetz ausgebaut und 1891 die bereits 1773 vom mährischen Landeshauptmann Alois von Ugarte errichtete „Kolonie Ugartov“ mit Královo Pole vereint. Mit der Gründung der Königsfelder Maschinenfabrik (Královopolska strojírna) im Jahre 1890 und weiterer Gewerbebetriebe Ende des 19. Jahrhunderts erfolgte eine rege Bautätigkeit. Im Jahre 1900 wurde Königsfeld an die Brünner elektrische Straßenbahn angeschlossen. Nachdem ein neues Viertel errichtet worden war, stieg Königsfeld zur größten Gemeinde der Brünner Vororte auf und wurde 1905 zur Stadt erhoben. 1913 wurden die ALPA-Werke gegründet.
Nach der Gründung der Tschechoslowakei 1918 erhielt Královo Pole eine Veterinärmedizinische Hochschule sowie ein Realgymnasium. Die kaiserliche Kadettenschule in den Gebäuden der ehemaligen Kartause wurde der tschechoslowakischen Armee übergeben. Ab 1921 wurde das Wasserleitungs- und Kanalisationsnetz verlegt sowie die elektrische Beleuchtung installiert. 1931/32 entstand eine Wohnsiedlung (Malobytová kolonie) nach Entwurf von Josef Polášek.
1919 wurde die Gemeinde Královo Pole von der Stadt Brno eingemeindet. Die Mehrheit der Vereine wurde nach 1945 aufgelöst und die zahlreichen kleinen Gewerbebetriebe durch einen einzigen Kommunalbetrieb ersetzt, wodurch die Qualität der Dienstleistungen nicht mehr gesichert war. Seit 1964 befindet sich in den verbliebenen Gebäuden der ehemaligen Kartause eine Außenstelle der Technischen Hochschule Brünn. In den 1970er Jahren wurde ein Neubaugebiet errichtet. Zu einem neuerlichen wirtschaftlichen Aufschwung kam es nach der Samtenen Revolution von 1989.
Die 1915 errichtete Herz Jesu Kapelle des Militärkrankenhauses wurde 1969 abgetragen und zwischen 1993 und 1995 in Oslnovice wieder aufgebaut.

## Sehenswürdigkeiten

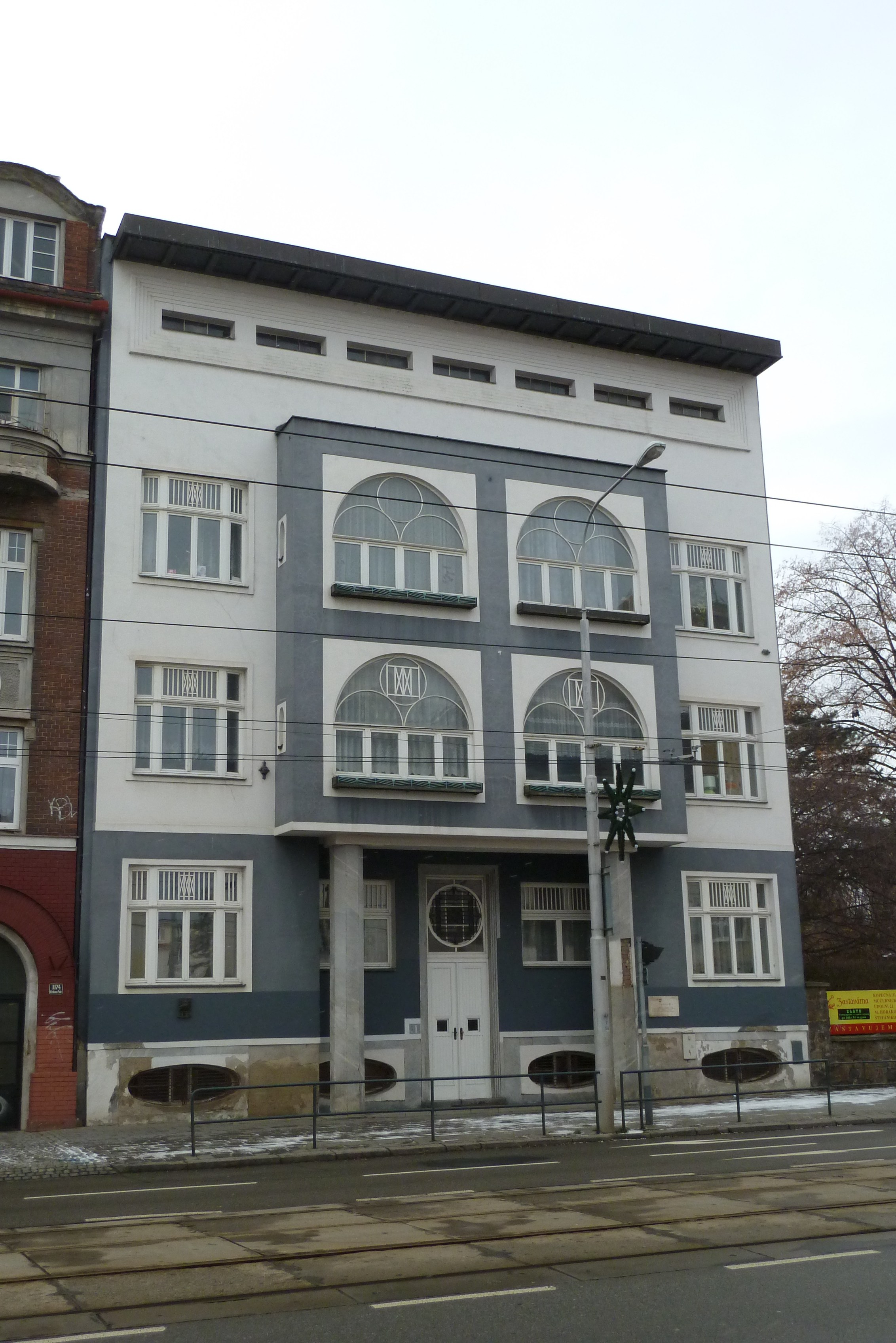
Jaruškův dům

- Gebäude der ehemaligen Kartause Královo Pole
- Kirche der hl. Dreifaltigkeit (ehemals Klosterkirche)
- Jaruškův dům, errichtet nach Entwurf des Architekten Josef Gočár
- Empireschlösschen (na Kociánce)
- Schule im Jugendstil nach Entwurf von Antonín Blažek (Slovanské náměstí 2)
- Verwaltungsgebäude der ALPA-Werke, Entwurf Bohuslav Fuchs, 1936
- Barocke Pietà mit Kreuz (ulice Křižíkova)
- St.-Nepomuk-Statur vor der Dreifaltigkeitskirche
- St.-Florians-Statur (Mojmírově náměstí)
- St.-Anton-Kapelle
- Weitere Bildstöcke, Kapellen und Kreuze[3]